# Tommaso Ciampa
Tommaso Whitney (Boston, 8 mei 1985), beter bekend als Tommaso Ciampa, is een Amerikaans professioneel worstelaar die sinds 2015 actief is in de World Wrestling Entertainment.
Whitney werkte al eerder voor de WWE in 2005 tot 2007 onder de ringnaam 'Thomas Whitney'. In 2015 keerde hij terug naar WWE waar hij succes boekte in WWE's NXT brand (merk). Hij won één keer het NXT Championship en het NXT Tag Team Championship met Johnny Gargano, waarvan de eerste bij een aflevering van NXT op 18 juli 2018 en de tweede bij het evenement NXT TakeOver: Toronto op 19 november 2016.
Buiten WWE is hij vooral bekend van zijn tijd bij de worstelorganisatie Ring of Honor (ROH), waar hij één keer het ROH World Television Championship won bij het evenement Final Battle 2013 op 14 december 2013. Ook werkte hij in het onafhankelijk circuit bij verschillende worstelorganisaties zoals Beyond Wrestling (BW), Chaotic Wrestling (CW), Top Rope Promotions (TRP) en Pro Wrestling Guerrilla (PWG).

## Prestaties
- CBS Sports
  - Feud of the Year (2018) vs. Johnny Gargano[6]
- Chaotic Wrestling
  - Chaotic Wrestling Heavyweight Championship (1 keer)[7]
  - Chaotic Wrestling New England Championship (1 keer)[7]
- East Coast Wrestling Association
  - Super 8 Tournament (2011)[8]
- Millennium Wrestling Federation
  - MWF Television Championship (1 keer)[9]
- Pro Wrestling Illustrated
  - Feud of the Year (2018) vs. Johnny Gargano[10]
  - Gerangschikt op nummer 13 van de top 500 singles worstelaars in de PWI 500 in 2019[10]
- Ring of Honor
  - ROH World Television Championship (1 keer)[7]
  - March Mayhem Tournament (2012)[8]
- Sports Illustrated
  - Gerangschikt op nummer 9 van de 10 Best Male Wrestlers of 2018 (samen met Johnny Gargano)[11]
- UPW Pro Wrestling
  - UPW Heavyweight Championship (1 keer)[7]
- Wrestling Observer Newsletter
  - Feud of the Year (2018) vs. Johnny Gargano[12]
- WWE
  - NXT Championship (1 keer)[7]
  - NXT Tag Team Championship (1 keer) – met Johnny Gargano[7]
  - NXT Year-End Award (3 keer)
    - Match of the Year (2016) met Johnny Gargano vs. The Revival (Dash Wilder & Scott Dawson) in een 2-out-of-3falls match voor het NXT Tag Team Championship bij het evenement NXT TakeOver: Toronto[13]
    - Male Competitor of the Year (2018)[14]
    - Rivalry of the Year (2018) vs. Johnny Gargano[14]
- Xtreme Wrestling Alliance
  - XWA Heavyweight Champion (1 time)[7]